# Паласио, Пабло (футболист)
Пабло Аугустин Паласио Абака (исп. Pablo Agustín Palacio Abaca; род. 18 мая 2000, Мендоса) — аргентинский футболист, полузащитник клуба «Палестино».

## Клубная карьера
Паласио — воспитанник клуба «Индепендьенте Ривадавия». 9 февраля 2019 года в матче против «Чакарита Хуниорс» он дебютировал в Примера B Насьональ. 8 сентября в поединке против «Нуэва Чикаго» Пабло забил свой первый гол за «Индепендьенте Ривадавия». В 2020 году Паласио перешёл в «Унион Санта-Фе», но ещё на сезон был оставлен в родном клубе.
В начале 2023 года Паласио был арендован «Феррокарриль Оэсте». 11 февраля в матче против «Химнасии Хухуй» он дебютировал за новую команду. В этом же поединке Пабло забил свой первый гол за «Феррокарриль Оэсте».
В начале 2024 года Паласио на правах аренды перешёл в чилийским «Палестино». 24 февраля в матче против «Кобрелоа» он дебютировал в чилийской Примере. 16 июня в поединке Кубка Чили против «Сантьяго Сити» Пабло забил свой первый гол за «Палестино».